# Західний Тянь-Шань
Західний Тянь-Шань — гірська система у Центральної Азії, західна частина гірської системи Тянь-Шань. Розташована на території Казахстану, Узбекистану, Киргизстану та Таджикистану.

## Фізико-географічна характеристика
До Західного Тянь-Шаню відносять Киргизький хребет, Таласький Ала-Тоо, Чаткальський хребет, Курамінський хребет, Пскемський хребет, Угамський хребет і Каратау.
Хребти утворені з осадових, метаморфічних і вулканічних порід періодів протерозою та палеозою: глинистих мінералів, вапняку, пісковиків, мармуру, гнейсів, гранітів, сланців, екструзійних порід тощо).
Формування гірських хребтів проходило під час герцинського горотворення. Надалі західна частина Тянь-Шаню зазнала вирівнювання. Тому в міру просування зі сходу на захід хребти поступово знижуються від 4500—5000 м до 3500—4000 м, а висота вершин Каратау не перевищує 2176 м.
Надра багаті на корисні копалини. У палеозойських і протерозойських породах виявлені поліметалеві руди (в тому числі мінерали свинцю, заліза, молібдену, ванадію), фосфорити. У міжгірських долинах у мезозойських і кайнозойських відкладеннях є родовища нафти, бурого і кам'яного вугілля. Є видобуток каоліну і виробництво будівельних матеріалів.
У Західному Тянь-Шані починаються річки Чу, Талас і Сирдар'я.
З огляду на віддаленість від океанів клімат різко континентальний. Середня температура повітря в південно-західних передгір'ях складає −3...−5 °C у січні та 20...25 °C у липні. Середня температура у верхньому поясі −10...−15 °C у січні та 10...15 °C у липні. Середньорічна кількість опадів становить 150—450 мм біля підніжжя гірських долин, 450—800 мм на середніх висотах і 800—1600 мм на великих висотах.
Чітко виражена висотна поясність ландшафтів: напівпустелі і пустельні степи змінюються гірсько-степовим поясом; вище розташовуються лукові степи, чагарникові зарості й листяні ліси; субальпійські й альпійські луки поширені в основному на півночі і не утворюють суцільного покриву. На висоті 3600—3800 м — ландшафти нівально-гляціальної зони.
У гірських долинах і схилах розвинені зрошуване землеробство і тваринництво.

## Природоохоронні території
- Казахстан: Каратауський заповідник, Аксу-Джабаглинський заповідник, Саїрам-Угамський національний парк.
- Узбекистан: Чаткальський заповідник.
- Киргизстан: Сари-Челецький заповідник[en], Беш-Аральський заповідник[en], Падишатинський заповідник[ru].

## Світова спадщина ЮНЕСКО
17 липня 2016 року під час засідання Комітету Світової спадщини ЮНЕСКО до загального списку було включено транскордонний природний об'єкт «Західний Тянь-Шань». Відтепер Західний Тянь-Шань присутній у списках об'єктів Світової спадщини ЮНЕСКО в Казахстані, Узбекистані і Киргизстані.